# Élections législatives arméniennes de 2018
Les élections législatives arméniennes de 2018 se déroulent le 9 décembre 2018 afin de renouveler les 132 membres de l'Assemblée nationale. Il s'agit d'élections anticipées à la suite de la révolution arménienne de 2018 ayant provoqué la chute du Premier ministre Serge Sarkissian le 23 avril 2018.
Le scrutin a pour résultat une large victoire de l'Alliance « Mon pas » du meneur de la révolution et nouveau Premier ministre Nikol Pachinian, qui réunit à elle seule plus des deux tiers des suffrages.

## Contexte

### Révolution
Lors des élections législatives arméniennes de 2017, le Parti républicain d'Arménie, au pouvoir au sein d'une coalition avec la Fédération révolutionnaire arménienne, obtient à lui seul plus de 54 % des sièges. Le président Serge Sarkissian, qui ne pouvait se représenter après deux mandats consécutifs, avait auparavant fait passer l'Arménie d'un système semi-présidentiel à une république parlementaire lors du référendum constitutionnel de 2015. Ce changement de système aurait notamment eu pour but de permettre son maintien au pouvoir, aucune limite de mandat n'étant habituellement imposée aux Premiers ministres dans ce type de régime.
De fait, après la victoire de son parti aux législatives, et l'élection sans opposition de son candidat Armen Sarkissian à l'élection présidentielle de mars 2018, Serge Sarkissian est élu Premier ministre par les députés le 17 avril 2018. D'importantes manifestations secouent alors le pays en opposition à son maintien à la tête du pays depuis plus de 12 années consécutives, la population lui reprochant son inaction sur les thèmes de la corruption et de la pauvreté. Le mouvement protestataire est notamment mené par le député d'opposition Nikol Pachinian, et celui-ci est arrêté le 22 avril 2018 avec plusieurs centaines de manifestants.
Le lendemain, devant l'ampleur des manifestations continuant d'avoir lieu dans le pays, Sagsian démissionne de son poste de Premier ministre, déclarant que « Nikol Pachinian avait raison. Et moi, je me suis trompé ». Son prédécesseur Karen Karapetian assure l'intérim, tandis que Pachinian, tout juste libéré, appelle à des élections anticipées.
Le Premier ministre par intérim déclare ne pas s'opposer à cette éventualité si tant est qu'elle fasse consensus. Cet appel à des élections anticipées est finalement appuyé par le parti d'opposition Arménie prospère, ainsi que par la Fédération révolutionnaire arménienne qui se désolidarise de son allié et annonce mettre fin à leur coalition,,.
Le 30 avril 2018, la coalition Yelk désigne Nikol Pachinian comme candidat au poste de Premier ministre. Il promet d'organiser des législatives anticipées s'il est élu, mais précise qu'une telle décision doit être consensuelle.
Sa candidature est rejetée le 1er mai 2018 lors du vote de l'Assemblée nationale par 45 voix pour et 55 contre. Le jour même, Edouard Charmazanov, porte-parole du Parti républicain et vice-président de l'Assemblée, avait déclaré qu'« après la rencontre insatisfaisante d'hier, je suis convaincu que M.Pachinian ne peut pas être Premier ministre ». L'opposant appelle alors à bloquer les routes, les aéroports et les transports publics.
Finalement le 2 mai, après l'intensification des manifestations et la conduite d'une grève générale bloquant les routes, l'aéroport, les voies ferrées, les préfectures et le parlement, des membres du Parti républicain suggèrent que lors de la nouvelle session d'investiture programmée le 8 mai, le parti pourrait voter en faveur de Nikol Pachinian. Celui-ci appelle donc à une levée du blocage de l'aéroport et une suspension du mouvement jusqu'au jour du vote. Le 3 mai, la candidature de Pachinian est de nouveau annoncée et le Parti républicain indique qu'il votera en sa faveur.
À nouveau seul candidat en lice, Nikol Pachinian est élu Premier ministre d'Arménie le matin du 8 mai par 59 voix favorables, soit six de plus que la majorité minimum requise. Il reçoit le soutien de 11 élus du Parti républicain, qui confirme cependant s'opposer à son programme. Le choix des républicains de le faire accéder au pouvoir vient alors en partie du fait qu'une nouvelle investiture infructueuse aurait amené à une dissolution automatique de l'Assemblée. Le président du groupe parlementaire du Parti républicain Vagram Bagdassarian affirme avoir fait primer « la stabilité du pays », tandis que dans son discours Pachinian dit vouloir « assurer une vie normale dans le pays », faisant la promesse de mettre fin à la corruption et aux persécutions politiques.
Le 7 juin 2018, Pachinian promet des législatives d'ici le printemps 2019, précédée d'une réforme de la loi électorale.
Le 26 juillet 2018, peu après la révolution, l'ancien président Robert Kotcharian est accusé de « rupture de l'ordre constitutionnel », accusation pour laquelle il risque 15 ans de prison, pour des soupçons de fraudes électorales lors de l'élection présidentielle arménienne de 2008 en faveur de Serge Sarkissian. Il est arrêté le lendemain 27 juillet.

### Municipales de septembre 2018 à Erevan
Le maire d'Erevan Taron Margarian, membre du Parti républicain d'Arménie de Serge Sarkissian, démissionne en juillet 2018 à la suite de la révélation d'affaires de corruption. Le conseil municipal ne parvenant pas à se mettre d'accord sur un maire par intérim, une élection anticipée est organisée.
La capitale rassemblant près de la moitié des trois millions d'habitants du pays, le scrutin est considéré comme un test décisif pour le nouveau chef du gouvernement. Le Parti républicain ne participe pas aux élections du conseil municipal, tandis que Nikol Pachinian appelle à voter pour ses alliés, affirmant que le résultat des municipales permettrait de déterminer s'il a assez de soutien pour convoquer des législatives anticipées.
Le scrutin est remporté par l'Alliance « Mon pas » menée par Hayk Maroutian, membre du parti Contrat civil, en alliance avec le Parti de la mission, tous deux alliés au Premier ministre Nikol Pachinian et son Alliance « La sortie ». Cette victoire écrasante avec plus de 80 % des suffrages exprimés et 56 sièges sur 65 est considérée comme un résultat très favorable pour ce dernier en vue de probables élections législatives anticipées.

### Crise politique d'octobre 2018 et convocation des législatives anticipées
Le 2 octobre 2018, Pachinian annonce sa démission prochaine et la convocation de législatives anticipées pour décembre 2018. Le 3 octobre 2018, le président de la République Armen Sarkissian limoge à sa demande les ministres membres de la Fédération révolutionnaire arménienne et d'Arménie prospère, après le vote des partis dont ils sont membres en faveur de lois censées empêcher la convocation des législatives anticipées.
Le 11 octobre, Pachinian annonce sa démission, effective le 15 octobre, et l'organisation d'élections anticipées pour le 10 décembre. Il démissionne effectivement le 16 octobre.
Le 1er novembre, après l'échec des députés à élire un successeur à Pachinian, le Parlement est dissous et le scrutin fixé au 9 décembre. Onze listes dont celles de neuf partis et deux alliances sont déposées pour concourir au scrutin.

## Système électoral

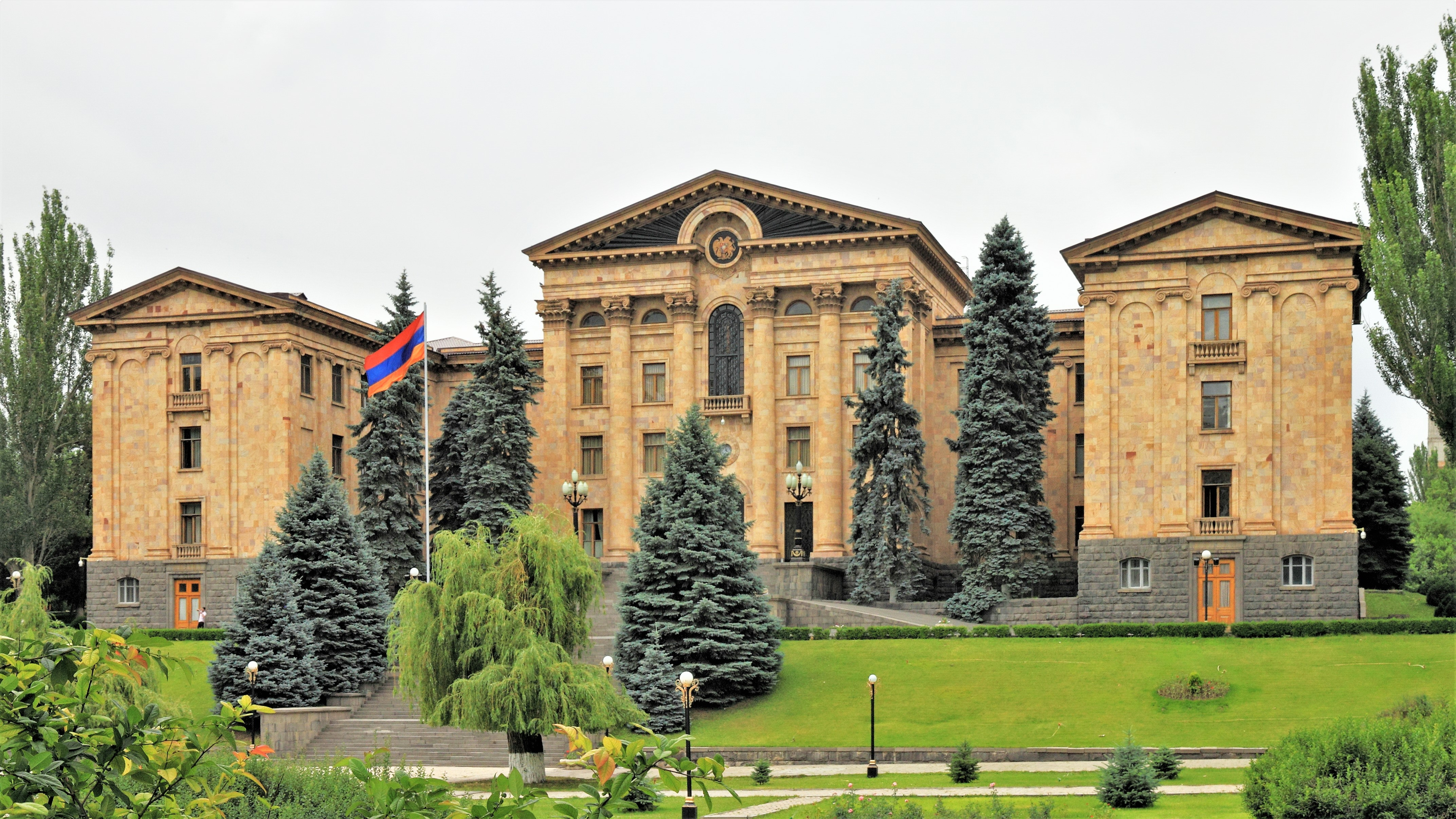
Le siège de l'assemblée nationale à Erevan.

L'Assemblée nationale est le parlement unicaméral de l'Arménie. Elle est composée d'un minimum de 101 sièges pourvus pour cinq ans au scrutin proportionnel plurinominal, avec un seuil électoral de 5 % pour les partis et 7 % pour les alliances de partis. Un minimum de trois partis sont cependant représentés au parlement, ce qui permet aux trois partis ou alliances arrivés en tête d'avoir des sièges même si l'un ou plusieurs d'entre eux n'atteignent pas les seuils électoraux. Sur le total de sièges, la moitié est attribuée selon les résultats des listes au niveau d'une unique circonscription nationale, tandis que la moitié restante est attribuée selon leurs résultats dans treize circonscriptions. Les électeurs votent sur un bulletin à double colonne, l'une nationale à liste fermée et l'autre pour les circonscriptions à liste ouverte avec possibilité d'effectuer un vote préférentiel pour l'un des candidats de la liste.
Jusqu'à quatre sièges réservés aux minorités (Yézidis, Russes, Assyriens, Kurdes) peuvent s'ajouter aux 101 sièges de base. Les listes nationales présentées par les partis comportent ainsi une section distincte pour chacune de ces minorités, comportant jusqu'à quatre candidats. Si la liste ayant obtenu le plus de voix ne comporte pas de candidats d'une minorité, le siège est attribué à la liste suivante en comportant un. Les listes présentées par les partis ne peuvent inclure plus de 70 % de l'un ou l'autre sexe, et doivent alterner au minimum tous les quatre noms le sexe des candidats.
Plusieurs éléments de la loi électorale visent à assurer à la fois une majorité gouvernementale stable et une représentation proportionnelle représentatives des différents courants politiques du pays. Ainsi, un parti ou une coalition ayant obtenu la majorité absolue des voix mais moins de 54 % des sièges se verra attribuer des sièges supplémentaires pour atteindre ce seuil. Inversement, si au cours du premier tour un parti ou une alliance remporte seul plus de deux tiers des suffrages, des sièges supplémentaires sont répartis aux autres partis de manière qu'au moins un tiers des sièges de l'assemblée soient acquis à d'autres partis que celui majoritaire.
La possibilité d'un second tour est prévue. Celui-ci n'a lieu que si aucun parti ne remporte une « majorité parlementaire stable » en atteignant un seuil de 54 % des sièges. Dans ce cas, si aucune coalition composée au maximum de deux partis ou alliances n'est formée de manière à atteindre ce seuil dans les six jours suivant l'élection, il est procédé dans un délai de 28 jours à un second tour entre les deux partis ou alliances arrivés en tête lors du premier tour. Des alliances sont permises avec les partis exclus du ballotage. Les 105 sièges auparavant répartis ne sont pas remis en cause, le parti arrivé en tête du second tour recevant des sièges supplémentaires de manière à atteindre le seuil de 54 % du total des sièges.
Le vote n'est pas obligatoire.

## Campagne
La campagne électorale prend place du 26 novembre au 7 décembre. L’Alliance « Mon pas » dévoile la première son slogan : « Individu heureux, société bienveillante et État fort », une reprise d'un slogan utilisé par le parti Contrat civil de Pachinian. Les Républicains, la Fédération révolutionnaire arménienne (Dachnak) ainsi que l’Alliance « Nous » (Menk) accuse ce dernier d'avoir auparavant utilisé du temps de parole et des ressources en tant que Premier ministre pour faire campagne. Le directeur de la commission électorale centrale (CEC) Tigran Moukouchian déclare à ce sujet que les règles relatives à la campagne électorale ne sont valables que sur sa période officielle définie. Les dirigeants des onze partis ou coalitions prennent part à un débat télévisé en direct le 5 décembre, une première dans le pays.
L'Alliance « Mon pas » est considérée comme grande favorite du scrutin. Elle recueille ainsi autour de 68 % d'intentions de vote dans plusieurs sondages organisés au cours des mois précédant le scrutin. Suivent Arménie prospère et Arménie lumineuse avec environ 6 et 4 % d'intentions de votes respectivement. Le Parti républicain chuterait, quant à lui, à moins de 2 %,,.

## Résultats
Trois partis et coalitions franchissent les quorum nécessaires pour une représentation parlementaire, soit un de moins qu’aux précédentes élections. L'Alliance « Mon pas » obtient les quatre sièges réservés aux minorités.
|                            |                                            |                                            |           |       |               |               |  |  |  |
| Parti ou coalition         | Parti ou coalition                         | Parti ou coalition                         | Voix      | %     | Sièges        | +/-           |  |  |  |
|                            |                                            | Contrat civil                              | 884 864   | 70,42 | 82            | 77            |  |  |  |
|                            | Parti de la mission                        | 6                                          | 884 864   | 70,42 | 6             |               |  |  |  |
| Total Alliance « Mon pas » | Total Alliance « Mon pas »                 | 88                                         | 884 864   | 70,42 | 83            |               |  |  |  |
|                            | Arménie prospère                           | Arménie prospère                           | 103 801   | 8,26  | 26            | 5             |  |  |  |
|                            | Arménie lumineuse                          | Arménie lumineuse                          | 80 047    | 6,37  | 18            | 15            |  |  |  |
|                            | Parti républicain d'Arménie                | Parti républicain d'Arménie                | 59 083    | 4,70  | 0             | 58            |  |  |  |
|                            | Fédération révolutionnaire arménienne      | Fédération révolutionnaire arménienne      | 48 816    | 3,88  | 0             | 7             |  |  |  |
|                            |                                            | République                                 | 25 176    | 2,00  | 0             | 1             |  |  |  |
|                            | Démocrates libres                          | 0                                          | 25 176    | 2,00  | en stagnation |               |  |  |  |
| Total Alliance « Nous »    | Total Alliance « Nous »                    | 0                                          | 25 176    | 2,00  | 1             |               |  |  |  |
|                            | Parti pan-arménien Sasna Tsrer             | Parti pan-arménien Sasna Tsrer             | 22 868    | 1,82  | 0             | Nv            |  |  |  |
|                            | État de droit                              | État de droit                              | 12 393    | 0,99  | 0             | en stagnation |  |  |  |
|                            | Décision citoyenne                         | Décision citoyenne                         | 8 514     | 0,68  | 0             | Nv            |  |  |  |
|                            | Parti démocrate chrétien de la renaissance | Parti démocrate chrétien de la renaissance | 6 458     | 0,51  | 0             | Nv            |  |  |  |
|                            | Parti national du progrès                  | Parti national du progrès                  | 4 121     | 0,33  | 0             | Nv            |  |  |  |
|                            |                                            |                                            |           |       |               |               |  |  |  |
| Suffrages exprimés         | Suffrages exprimés                         | Suffrages exprimés                         | 1 255 707 | 99,59 |               |               |  |  |  |
| Votes blancs et nuls       | Votes blancs et nuls                       | Votes blancs et nuls                       | 5 133     | 0,41  |               |               |  |  |  |
| Total                      | Total                                      | Total                                      | 1 260 840 | 100   | 132           | 27            |  |  |  |
| Abstention                 | Abstention                                 | Abstention                                 | 1 312 739 | 51,37 |               |               |  |  |  |
| Inscrits / participation   | Inscrits / participation                   | Inscrits / participation                   | 2 573 579 | 48,63 |               |               |  |  |  |

Représentation selon l'axe gauche/droite :
| 88  | 26 | 18  |
| IKD | LH | BHK |

## Analyse et conséquences

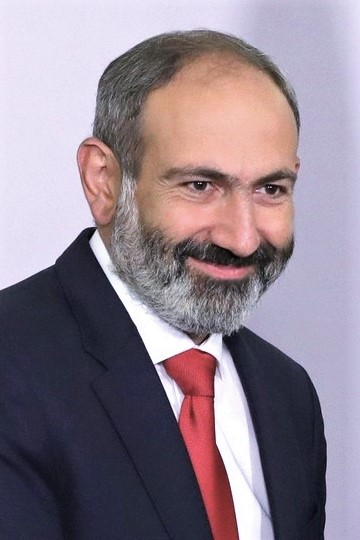
Nikol Pashinian en 2018

La victoire de l'Alliance « Mon pas » est écrasante, celle-ci réunissant à elle seule plus de 70 % des suffrages exprimés, loin devant les autres partis qui se cantonnent quant à eux à des résultats à un chiffre et dont seuls deux d'entre eux franchissent le seuil électoral de 5 %. Le parti du riche homme d'affaires Gagik Tsaroukian, Arménie prospère, et celui libéral et pro-occidental de l'ancien allié de Nikol Pachinian aux précédentes élections, Arménie lumineuse, réunissent ainsi un peu plus de 8 et 6 % respectivement.
Le Parti républicain d'Arménie subit pour sa part une lourde défaite. Avec 4,70 % des suffrages, l'ex-parti majoritaire manque de peu le seuil électoral et perd l'intégralité de ses sièges,. La défaite est d'autant plus vive que le Parti républicain avait fait échouer une réforme du mode de scrutin quelques mois avant les élections. Était notamment prévu l'abaissement des seuil à 4 % et 6 % pour les partis et les alliances, associé à un passage de trois à quatre du minimum de partis pourvus en sièges, ce qui permettait donc à un parti ou une alliance, s'il arrive quatrième du scrutin, d'avoir des sièges, même en cas de seuil non atteint. Le boycott d'une majorité des députés du parti avait provoqué par deux fois l'échec de la réforme, faute de quorum,.
Le succès du mouvement « Mon pas » est tel qu'il déclenche la mise en application pour la première fois d'une clause de la loi électorale empêchant l'hégémonie d'un seul parti au parlement. L'alliance ayant obtenu plus de deux tiers des voix, le poids de ses 88 sièges est en effet contrebalancé par l'attribution de sièges supplémentaires aux autres partis, de telle sorte que sa part en sièges est abaissée aux deux tiers du total ainsi obtenus, qui passe de 105 à 132 sièges.
Nikol Pachinian réussit de fait son pari d'une organisation anticipée du scrutin. En plus de légitimer son accession au pouvoir neuf mois après la révolution dont il avait pris la tête, les élections dotent le Premier ministre de centre gauche d'une solide majorité au parlement, qu'il qualifie de « majorité révolutionnaire », et qui devrait lui permettre de mettre en œuvre son programme de lutte contre la corruption et de réforme de l'économie.
Avec 48,63 % d'électeurs s'étant rendus aux urnes contre 60,86 % l'année précédente, les élections connaissent une nette baisse de la participation. Pachinian, dont le parti obtient tout de même plus de voix que le Parti républicain en 2017, se justifie de cette baisse en attribuant les taux précédents aux pratiques électorales du Parti républicain. « Les gens étaient amenés par bus aux bureaux de vote en fonction de listes d'électeurs favorables préparées à l'avance, et [amenés à voter] par des mécanismes que vous ne connaissez que trop bien. Ces mécanismes n'ont pas été utilisés et ne peuvent désormais plus l'être. ».
Selon les observateurs internationaux, dont notamment l'Organisation pour la sécurité et la coopération en Europe, les élections de 2018, ont été caractérisées par un « large degré de confiance de l'opinion publique », une « réelle compétition », et ont « respecté les libertés fondamentales »,. Interrogé lors de son passage en bureau de vote, Pachinian déclare considérer achevé son principal objectif, l'organisation d'élections libres, transparentes et démocratiques, ajoutant qu'il s'agit désormais de développer la démocratie et de réaliser la « révolution économique ». 30 % de la population arménienne vit sous le seuil de pauvreté, selon les statistiques officielles,, tandis que l'envolée de la dette publique la totalise à 6,5 milliard de dollars et 56 % du PIB national, contre 1,4 milliard dix ans plus tôt. Le 14 janvier 2019, Pachinian est de nouveau nommé Premier ministre.